# Форт № 2 — Бронзарт
Форт № 2 Бронзарт (нем. Bronsart bei Mandein) — форт прикрывавший шоссейную дорогу Кёнигсберг-Тильзит. Заложен в 1875 году, достроен в 1879 году. Назван в честь генерала Пауля Бронзарта фон Шеллендорфа.
Модернизировался в 1890-х годах. Численность гарнизона доходила до 250 человек. Стоимость строительства — около 3 млн марок в ценах года постройки.
Не подвергался массированному огню Советских войск и достаточно хорошо сохранился.
В 1995—1996 годах форт использовался как овощехранилище для одного артиллерийского полка, также в одном из помещений располагался ЗКП.
В настоящее время находится в частной собственности. Закрыт для посещения. Владельцами проведены частичные восстановительные работы, в ходе которых был не закончен ремонт дренажной системы, была проведена проводка и частично отреставрированы стыки.
 Объект культурного наследия народов РФ регионального значения. Рег. № 391510365800005 (ЕГРОКН). Объект № 3900659000 (БД Викигида)